# Chojnicki
Chojnicki là một huyện thuộc tỉnh Pomorskie của Ba Lan. Huyện có diện tích 1364 km². Đến ngày 1 tháng 1 năm 2011, dân số của huyện là 93847 người và mật độ 69 người/km².